# Praenucula
Praenucula is een uitgestorven geslacht van tweekleppigen uit de  familie van de Praenuculidae.

## Soorten
- Praenucula abrupta
- Praenucula albertina
- Praenucula applanans
- Praenucula bohemica
- Praenucula costae
- Praenucula dispar
- Praenucula faba
- Praenucula menapiensis